# Ghaty Zachodnie
Ghaty Zachodnie (hindi Paścim Ghāṭ, ang. Western Ghats) – krawędziowe, pokryte zielenią pasmo górskie w Azji Południowej, w południowo-zachodnich Indiach o powierzchni całkowitej 160 000 km². W 2012 roku zostały wpisane na listę światowego dziedzictwa UNESCO.
Ghaty rozciągają się na długości 1700–1800 km wzdłuż zachodniego brzegu Półwyspu Indyjskiego – stanowiąc tym samym główny dział wodny subkontynentu. W przekroju poprzecznym są asymetryczne; od strony Dekanu ich stoki są łagodne, natomiast na zachodzie opadają stromą krawędzią w stronę Morza Arabskiego. Ich szczyty zatrzymują objuczone wodą chmury monsunowe. Średnia wysokość 1800 m n.p.m. Najwyższym szczytem jest Anai Mudi (2695 m n.p.m.). W Ghatach Zachodnich swoje źródła mają największe rzeki przepływające przez Dekan w kierunku wschodnim: Godawari, Kryszna i Kaweri.

## Fauna i flora
Przeważającymi formacjami roślinnymi są tu sawanny i suche zarośla krzaczaste.
Ten bujny krajobraz pełen rzek, lasów podzwrotnikowych i łąk, stanowi wyjątkowy ekosystem, a naturalna roślinność zajmuje ~12 500 km². Zamieszkują go m.in. tygrysy, makaki wanderu, lamparty, gaury, tary, gorale i słonie indyjskie. W ekosystemie Ghatów Zachodnich występuje wiele endemitów. Aby uchronić tamtejszą faunę i florę utworzono wiele rezerwatów - m.in. rezerwat tygrysów.
Niższe partie gór, szczególnie od strony zachodniej, są gęsto zaludnione i intensywnie użytkowane rolniczo - uprawia się m.in. pszenicę, bawełnę, kauczuk, kawę i herbatę.

## Geologia
Obszar fałdowany był w prekambrze, wydźwignięty został w czasie ruchów alpejskich. Zachodnie Ghaty zbudowane są głównie z bazaltów, gnejsów i kwarcytów. W części południowej tworzą wysoki, zwarty próg, rozcięty dolinami krótkich rzek. Dodatkowo występuje kilka izolowanych masywów (m.in. Nilgiri, Anamalaj)